# Репресії в Білоруській РСР
Репресії в Білоруській РСР — переслідування за політичними мотивами в Білоруській Радянській Соціалістичній Республіці. Включає в себе переслідування людей за підозру в контрреволюційній діяльності, переслідування куркулів, що перешкоджають націоналізації майна, депортацію населення у інші регіони СРСР.

## Історія
Репресії почалися на території БРСР, як і в інших районах СРСР в 20-ті роки ХХ століття і продовжилися в 40-і роки.
Виникнення репресивної системи в CРCР на рубежі 1920-1930-х років було закономірним явищем. У країні в кінці 20-х-початку 30-х років XX століття необхідні були людські ресурси для здійснення прискореної індустріалізації країни і колективізації сільського господарства. Знаряддям для проведення індустріалізації і колективізації став розвинений репресивний апарат: виправно-трудові табори ГУЛАГу НКВС СРСР. З цього часу всі засуджені в країні раніше на термін 3 роки і вище переводилися з місць позбавлення волі на будівництва, заводи, села, туди ж спрямовувалися всі засуджені судами до різних строків.
Частина білоруських діячів була репресована під час так званої Ночі розстріляних поетів з 29 по 30 жовтня 1937 року по сфабрикованій справі «Союзу визволення Білорусі» в 1930 році. Багато етнічних поляків зазнали репресій в ході польської операції НКВС (1937—1938), їх сім'ї часто депортовані в Казахську Радянську соціалістичну Республіку та інші місця країни.
C початку 30-х років праця 800—900 тисяч спецпереселенців широко використовувався в сільськогосподарському і промисловому освоєнні районів Уралу.
Хвиля репресій проходила в 1939—1941 роках в Західної Білорусі після її приєднання до СРСР. Вона охопила куркулів, священиків, колишніх польських чиновників, які були винищені або переселені в Казахстан, Сибір і інші регіони СРСР. Репресії припинилися після смерті Йосипа Сталіна в 1953 році.
Точне число людей, що стали жертвами радянських репресій в Білорусі важко визначити, оскільки багато переселенців залишилися проживати на території депортації, створивши там сім'ї, частина архівів Республіки відповідно до Закону про авторське право закрита для користування і буде відкрита тільки з 2020 року (75 років, якщо автор працював в роки війни). Крім того, статистика свідчить: «якщо до війни в Білорусі в її нинішніх кордонах проживало 9,2 млн осіб, то в кінці 1944 р близько 6,3 млн осіб. За даними НДК з розслідування злочинів німецько-фашистських загарбників, всього на території БССР вбито 2 219 316 осіб цивільного населення і військовополонених», знищені бібліотеки і архіви. Однак згодом з'ясувалося, що відомості про людські втрати по ряду районів були значно занижені.

## Число жертв

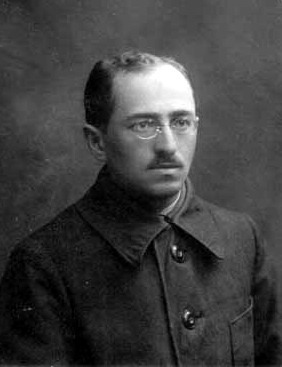
Броніслав Тарашкевич, розстріляний в 1938 році

За приблизними підрахунками, близько 600 000 чоловік були репресовані в Білоруської РСР з 20 по 50 роки ХХ століття. За винятком тих, хто засуджений в 1920-х-1930-х роках, більше 250 000 жителів БССР були вислані як кулаки або члени сімей куркулів в регіонах за межі Білоруської Радянської Республіки. Виселення врятувало багатьох людей республіки від знищення німецькими окупантами. Таким чином, як це не парадоксально, депортації допомогли людям вижити, так як в роки війни вони виявлялися в глибокому тилу, де працювали на фронт. У роки Великої Вітчизняної війни від рук фашистів на території БССР загинув кожен третій її житель (близько 3 мільйонів чоловік.
З 1954 по 2000 рік в Білорусі близько 200 000 жертв радянських політичних репресій були реабілітовані.

## Наслідки

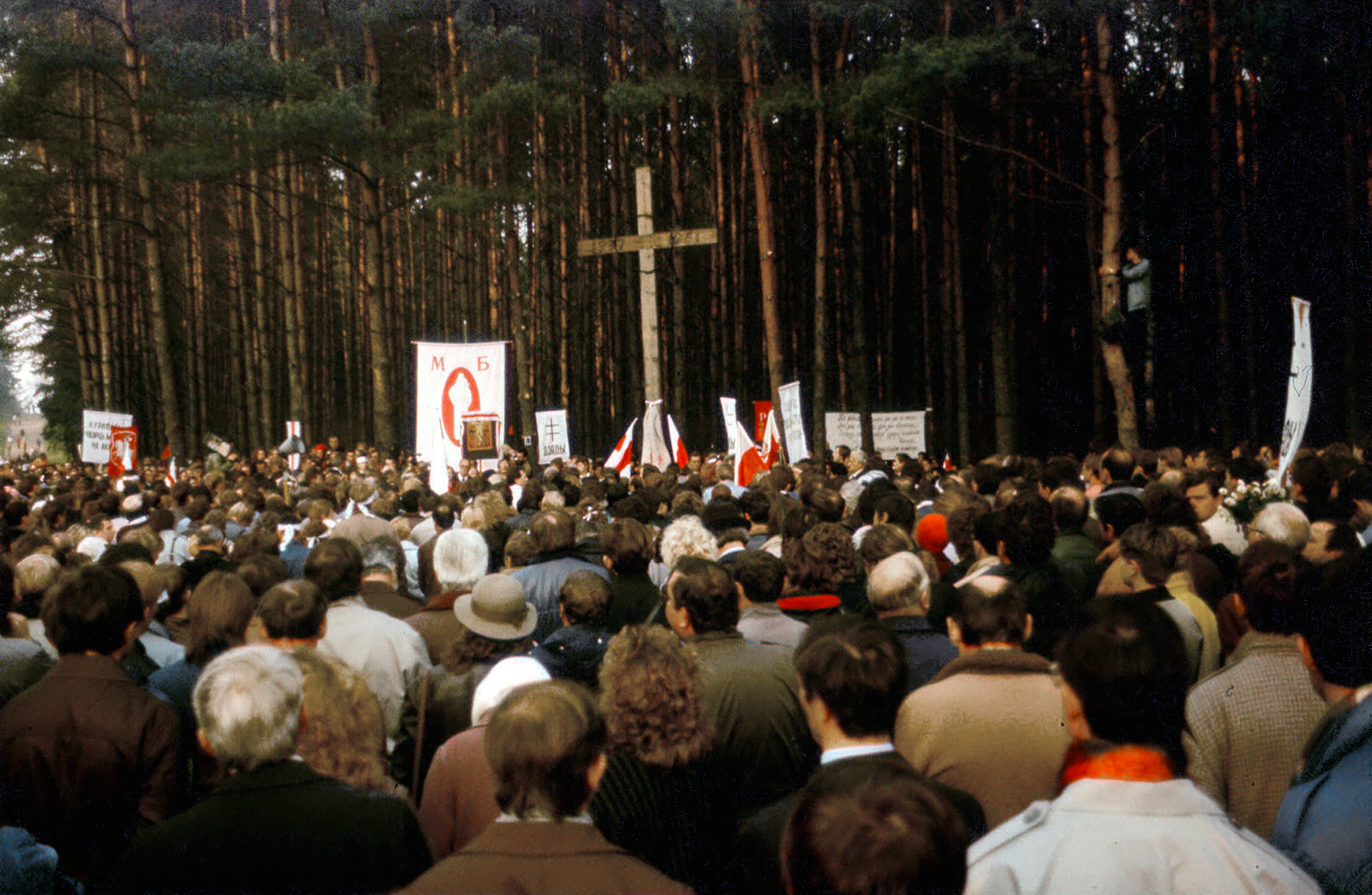
Мітинг в Куропатах у 1989 році

За даними істориків в БССР репресії торкнулися близько 560 літераторів.
До переліку відомих персоналій Білорусі, які зазнали репресій належать:
- Всеволод Ігнатовський (скоїв самогубство)
- Дмитро Жилунович
- Вацлав Ластовський
- Дмитро Прищепов
- Олександр Адамович